# Ухтица (река)
Ухтица — река в России, протекает по Беломорскому району Республике Карелия.
Устье реки находится в 9,7 км по левому берегу реки Руйги, в 5 км севернее посёлка Вирандозеро. Длина реки — 27 км, площадь водосборного бассейна — 220 км².
В среднем течении пересекает железную дорогу Беломорск — Обозерская.

## Притоки
(от устья к истоку)
- В 2,8 км от устья по левому берегу реки впадает ручей Тимофеев.
- в 23 км от устья, по правому берегу реки впадает река Педроречка.

## Данные водного реестра
По данным государственного водного реестра России относится к Баренцево-Беломорскому бассейновому округу, водохозяйственный участок реки — реки бассейна Онежской губы от южной границы бассейна реки Кемь до западной границы бассейна реки Унежма, без реки Нижний Выг. Речной бассейн реки — бассейны рек Кольского полуострова и Карелии, впадает в Белое море.
Код объекта в государственном водном реестре — 02020001412102000007297.